# Samuel Wikman
Magnus Samuel Tage Wikman, född 22 januari 2002, är en svensk fotbollsspelare som spelar för Vasalunds IF.

## Karriär
Efter spel i Uppsala-Kurd FK skrev Samuel Wikman på för IK Sirius 2017.
Under sin fjärde säsong i IK Sirius fick han göra sin allsvenska debut. I 0-4-förlusten mot Malmö FF den 8 november 2020 stod Wikman och klubbkamraten Noel Hansson för ett varsitt inhopp och gjorde sina första allsvenska framträdanden. Matchen blev minnesvärd då resultatet innebar att Malmö FF blev svenska mästare.
Wikman blev under 2021 utlånad till division 1-laget Gefle IF. 2022 lånades han ut till Umeå FC.
I februari 2023 gick Wikman över till Dalkurd FF. I mars 2024 gick han till Vasalunds IF.

## Personligt
Samuel Wikman är son till fotbollstränaren Magnus Wikman och bror till fotbollsspelaren Adam Wikman.

## Karriärstatistik
| Klubb              | Säsong             | Liga               | Liga    | Liga | Nationell cup | Nationell cup | Totalt  | Totalt |
| Klubb              | Säsong             | Division           | Matcher | Mål  | Matcher       | Mål           | Matcher | Mål    |
| ------------------ | ------------------ | ------------------ | ------- | ---- | ------------- | ------------- | ------- | ------ |
| IK Sirius          | 2020               | Allsvenskan        | 1       | 0    | 0             | 0             | 1       | 0      |
| IK Sirius          | 2021               | Allsvenskan        | 0       | 0    | 0             | 0             | 0       | 0      |
| IK Sirius          | 2022               | Allsvenskan        | 0       | 0    | 1             | 0             | 1       | 0      |
| IK Sirius          | Totalt             | Totalt             | 1       | 0    | 1             | 0             | 2       | 0      |
| Gefle IF (lån)     | 2021               | Ettan Norra        | 11      | 1    | 0             | 0             | 11      | 1      |
| Umeå FC (lån)      | 2022               | Ettan Norra        | 11      | 2    | 0             | 0             | 11      | 2      |
| Dalkurd FF         | 2023               | Ettan Norra        | 28      | 3    | 5             | 0             | 33      | 3      |
| Vasalunds IF       | 2024               | Ettan Norra        | 27      | 7    | 0             | 0             | 27      | 7      |
| Vasalunds IF       | 2025               | Ettan Norra        | 2       | 0    | 0             | 0             | 2       | 0      |
| Vasalunds IF       | Totalt             | Totalt             | 29      | 7    | 0             | 0             | 29      | 7      |
| Totalt i karriären | Totalt i karriären | Totalt i karriären | 80      | 13   | 6             | 0             | 86      | 13     |